# تپه دهمرده
تپه دهمرده مربوط به سده‌های میانه دوران‌های تاریخی پس از اسلام است و در شهرستان زابل، بخش مرکزی، دهستان بنجار، ۴۰۰ متری شرق روستای دهمرده واقع شده و این اثر در تاریخ ۲۷ اسفند ۱۳۸۶ با شمارهٔ ثبت ۲۲۶۶۱ به‌عنوان یکی از آثار ملی ایران به ثبت رسیده است.